# П'ятчине
П'я́тчине — село в Україні, у Чупахівській громаді Охтирського району Сумської області. Населення становить 50 осіб станом на 2022 рік. Колишній орган місцевого самоврядування — Грінченківська сільська рада.

## Географія
Село П'ятчине знаходиться між річками Ташань і Олешня. За 1,5 км розташоване село Грінченкове. Поруч проходить залізнична гілка.

## Історія
За даними на 1864 рік на казенному хуторі Олешанської волості Лебединського повіту Харківської губернії мешкало 24 особи (10 чоловічої статі та 14 — жіночої), налічувалось 3 дворових господарства.
5 червня 2025 року Постановою Верховної Ради України № 4483-ІХ «Про перейменування окремих населених пунктів, назви яких містять символіку російської імперської політики або не відповідають стандартам державної мови» село П'яткине перейменовано на П'ятчине. 18 червня 2025 року перейменування набуло чинності.

## Уродженці
Бабін Сергій Вікторович — український військовик, учасник російсько-української війни.